# Квінт Фабріцій
Квінт Фабріцій (лат. Quintus Fabricius) — політичний діяч часів Римської імперії, консул-суффект 2 року до н. е.
Походив з роду Фабріціїв. Припускається, що він був або сином, або онуком Квінта Фабріція, який був народним трибуном у 57 році до н. е. 2 року до н. е став одним з консулів-суффектів, які замінили на посаді 13-разового ординарного консула імператора Октавіана Августа і Марка Плавція Сільвана. Разом з Квінтом Фабріцієм консулами-суффектами того року були Гай Фуфій Гемін і Луцій Каніній Галл. Вважається вірним імператору Октавіану Августа, через що ймовірно змінив Гая Фуфія, який викликав недовіру імператора. Про подальшу долю даних не залишилося.